# 桃園国際機場公司
桃園国際機場股份有限公司（とうえんこくさいきじょうこふんゆうげんこうし、中国語: 桃園國際機場股份有限公司、英語: Taoyuan International Airport Corporation :TIAC）は、2010年11月1日に施行された台湾桃園国際空港の設置および管理を目的として設立された股份有限公司。中華民国政府の機関である中華民国交通部が100%出資する完全子会社。

## 組織構造
- 運営安全部
- 労働安全衛生庁
- エアサイド管理部
- 事業部
- 貨物部
- 航空燃料部
- 倫理部
- 航空科学館

- 財務部
- 経理部
- 総務部
- 調達センター
- 情報技術部

- 人事部
- 事業企画とマーケティング部
- 広報部
- 法務部

- メンテナンス部
- 技術部